# أوليكسي كوفتون
أوليكسي كوفتون (بالأوكرانية: Олексій Олександрович Ковтун)‏ (5 فبراير 1995 بكييف في أوكرانيا - ) هو لاعب كرة قدم أوكراني في مركز الدفاع. شارك مع منتخب أوكرانيا تحت 19 سنة لكرة القدم. أما مع النوادي، فقد لعب مع دينامو كييف ونادي كارباتي لفيف ونادي ميتاليست خاركيف ونادي مينسك وFC Poltava ‏.

## وصلات خارجية
- أوليكسي كوفتون على موقع اتحاد أوكرانيا (الإنجليزية)
- أوليكسي كوفتون على موقع قاعدة بيانات كرة القدم.إي يو (الإنجليزية)
- أوليكسي كوفتون على موقع Soccerway.com (الإنجليزية)
- أوليكسي كوفتون على موقع عالم كرة القدم.نت (الإنجليزية)